# Two Is Better Than One
"Two Is Better Than One" là bài hát do Martin Johnson sáng tác. Ca khúc được ban nhạc alternative rock người Boston, Boys Like Girls thu âm, hợp tác với ca sĩ nhạc đồng quê Taylor Swift.

## Bảng xếp hạng
| Bảng xếp hạng (2009–2010)          | Vị trí cao nhất |
| ---------------------------------- | --------------- |
| Canadian Hot 100                   | 18              |
| U.S. Billboard Hot 100             | 18              |
| U.S. Mainstream Top 40 (Pop Songs) | 7               |
| U.S. Adult Contemporary            | 29              |

### Chứng nhận
| Quốc gia | Chứng nhận (theo doanh số) |
| -------- | -------------------------- |
| Hoa Kỳ   | Bạch kim                   |